# 시라쿠촌
시라쿠촌(일본어: 志楽村)은 일본 교토부 가사군에 설치되었던 촌이다. 현재의 마이즈루시 동부에 해당한다.

## 역사
- 1889년 4월 1일 - 정촌제 시행에 의해 8촌의 구역을 가지고 성립하였다.
- 1906년 7월 1일 - 오아자 이치바, 센겐지의 일부가 신마이즈루정의 일부가 되었다.
- 1938년 8월 1일 - 나카마이즈루정, 신마이즈루정, 요호로촌, 구라하시촌과 합병해 히가시마이즈루시가 성립, 동일 시라쿠촌은 폐지되었다

## 교통

### 철도
- 철도성
  - 오바마선

### 도로
- 단고 가도 (현 국도 제27호선)

## 참고문헌
- 가도카와 일본 지명 대사전 26 京都府